# ستانلي دوغلاس
ستانلي دوغلاس (4 أبريل 1903 - 27 ديسمبر 1971) (بالإنجليزية: Stanley Douglas)‏ هو لاعب كريكت بريطاني وبريطاني (وحمل سابقاً جنسية المملكة المتحدة لبريطانيا العظمى وأيرلندا).